# Cheumatopsyche guerneana
Cheumatopsyche guerneana is een schietmot uit de familie Hydropsychidae. De soort komt voor in het Palearctisch gebied.